# Thomas Clive Usher
Thomas Clive Usher, britanski general, * 1907, † 1982.